# بحث (مغامرة)

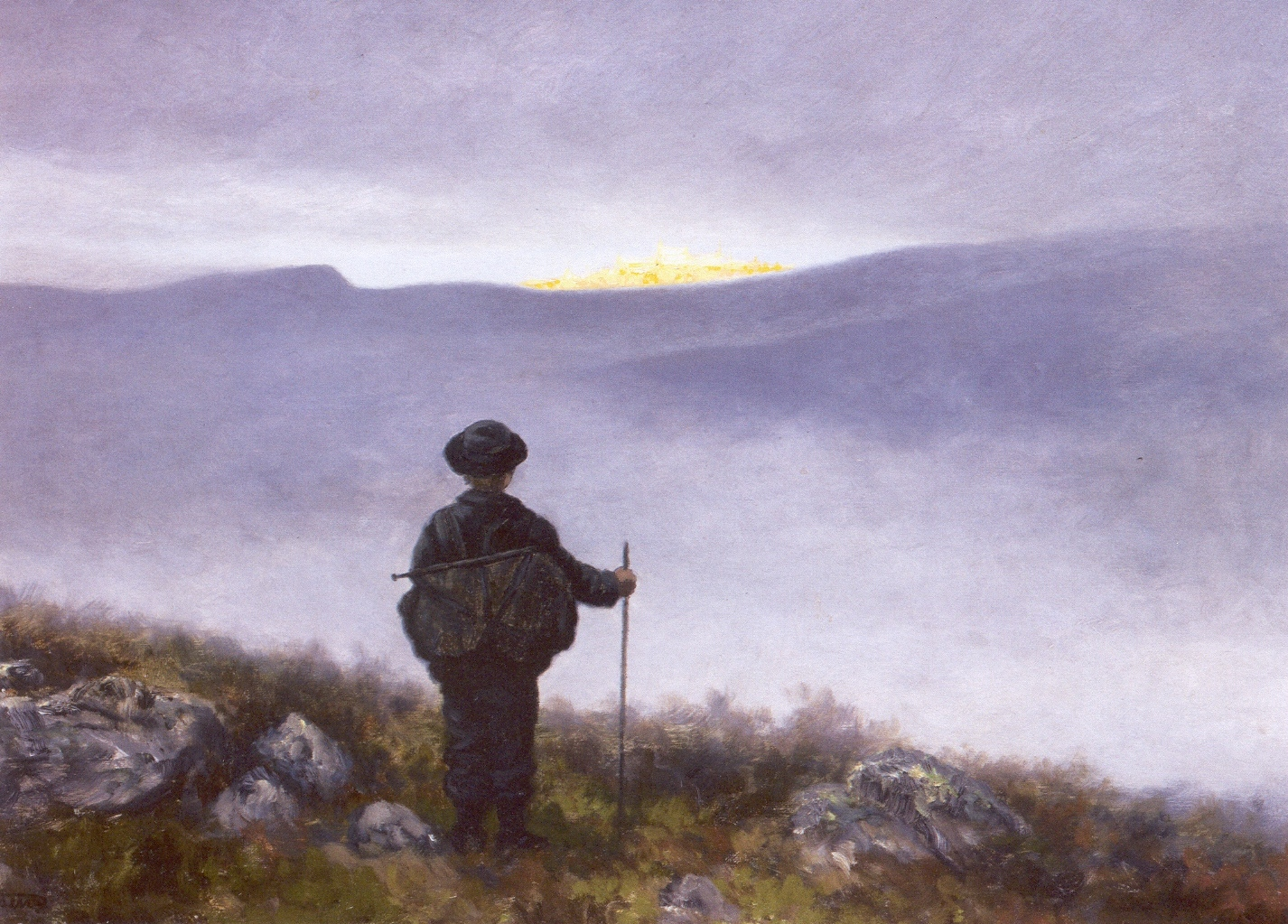

البحث  هي سلسلة من الاحداث الشيقة والمباغتة التي سوف يعيشها المغامر أثناء بحثه الطويل عن موضوع معين في هذه العالم الشاسع والممتع وغامض على حد سواء.

## البحث جنس ادبي وفني
يمكن اعتبار البحث كذلك نوعا ادبيا وفنيا إذ كتبت العديد من الروايات والأشعار تتحدث عن المغامرات والبطولات ومن ذلك
في الشعر العربي
قصائد عنترة بن شداد والتي يحدث فيها عن فروسيته وشجاعته.و يتفاخر فيها بقوته ورباطة جاشه في ساحة الهيجاء: يقول عنترة:
لما رأيت القوم اقبل جمعهم يتذامرون كررت غير مذمم
يدعون عنترة والرماح كانها أشطان بئر في لبان الأدهم
ولقد شفى نفسي وأبرأ سقمها قيل الفوارس ويك عنترة أقدم.
في الخرافات والأساطير
ومن ذلك قصص السندباد الرحالة الشجاع والذي ما ينهي مغامرة حتى يخوض غمار أخرى.

## في الأفلام
أخرجت العديد من الأفلام والتي تصور البحث والمغامرة ومن ذلك الفيلم الأمريكي لوست.

## في ألعاب الفيديو
البحث في ألعاب الفيديو هي مهام خاصة توجه للاعب بحيث يكمل مغامرته بها وتتميز ألعاب تبادل الأدوار بهذه الخاصية (ذا ليجيند اوف زيلدا , فاينل فانتسي , جونشن امبكت , ريد ديد ردمشن 2 , جي تي اي IV )